# FA Cup 1933/34
Der FA Cup 1933/34 war die 59. Austragung des The Football Association Challenge Cup (meist als FA Cup bekannt).
Der Pokalwettbewerb startete mit der Qualifikation zwischen dem 2. September 1933 und dem 15. November 1933. Die Hauptrunde begann anschließend ab dem 25. November 1933 und endete mit dem Finale in Wembley in London am 28. April 1934 vor einer Kulisse von offiziell 93.258 Zuschauern. Sieger des Wettbewerbs wurde zum zweiten Mal Manchester City. Unterlegener Finalist war der FC Portsmouth.

## Wettbewerb

### Erste Hauptrunde
| Datum             |                      | Ergebnis |                        |
| ----------------- | -------------------- | -------- | ---------------------- |
| 25. November 1933 | AFC Bournemouth      | 3:0      | Hayes & Yeading United |
| 25. November 1933 | AFC Barrow           | 4:2      | Doncaster Rovers       |
| 25. November 1933 | Bath City            | 0:0      | Charlton Athletic      |
| 25. November 1933 | Cardiff City         | 0:0      | FC Aldershot           |
| 25. November 1933 | Carlisle United      | 2:1      | AFC Wrexham            |
| 25. November 1933 | Cheltenham Town      | 5:1      | FC Barnet              |
| 25. November 1933 | FC Chester           | 6:1      | FC Darlington          |
| 25. November 1933 | Clapton Orient       | 4:2      | Epsom Town             |
| 25. November 1933 | Coventry City        | 3:0      | Crewe Alexandra        |
| 25. November 1933 | Crystal Palace       | 3:0      | Norwich City           |
| 25. November 1933 | Dulwich Hamlet       | 2:2      | AFC Newport County     |
| 25. November 1933 | Halifax Town         | 3:2      | FC Barnsley            |
| 25. November 1933 | FC Folkestone        | 0:0      | Bristol Rovers         |
| 25. November 1933 | Gainsborough Trinity | 1:0      | FC Altrincham          |
| 25. November 1933 | AFC Gateshead        | 5:2      | FC Darwen              |
| 25. November 1933 | FC Ilford            | 2:4      | Swindon Town           |
| 25. November 1933 | FC Kingstonian       | 1:7      | Bristol City           |
| 25. November 1933 | Lancaster Town       | 0:1      | Stockport County       |
| 25. November 1933 | London Paper Mills   | 0:1      | Southend United        |
| 25. November 1933 | AFC New Brighton     | 0:0      | Mansfield Town         |
| 25. November 1933 | FC North Shields     | 3:0      | FC Scarborough         |
| 25. November 1933 | Northampton Town     | 2:0      | Exeter City            |
| 25. November 1933 | Northfleet United    | 0:2      | FC Dartford            |
| 25. November 1933 | Oxford City          | 1:5      | FC Gillingham          |
| 25. November 1933 | Queens Park Rangers  | 6:0      | Kettering Town         |
| 25. November 1933 | Rotherham United     | 3:2      | South Bank St. Peters  |
| 25. November 1933 | Scunthorpe United    | 1:1      | Accrington Stanley     |
| 25. November 1933 | Sutton Town AFC      | 2:1      | AFC Rochdale           |
| 25. November 1933 | Torquay United       | 1:1      | FC Margate             |
| 25. November 1933 | Tranmere Rovers      | 7:0      | Newark Town            |
| 25. November 1933 | FC Walsall           | 4:0      | Spennymoor United      |
| 25. November 1933 | FC Watford           | 0:3      | FC Reading             |
| 25. November 1933 | AFC Workington       | 1:0      | FC Southport           |
| 25. November 1933 | York City            | 2:3      | Hartlepools United     |

#### Wiederholungsspiele
| Datum             |                    | Ergebnis |                   |
| ----------------- | ------------------ | -------- | ----------------- |
| 29. November 1933 | Accrington Stanley | 3:0      | Scunthorpe United |
| 29. November 1933 | FC Aldershot       | 3:1      | Cardiff City      |
| 29. November 1933 | Bristol Rovers     | 3:1      | FC Folkestone     |
| 29. November 1933 | Charlton Athletic  | 3:1      | Bath City         |
| 29. November 1933 | Mansfield Town     | 3:4      | AFC New Brighton  |
| 30. November 1933 | FC Margate         | 0:2      | Torquay United    |
| 30. November 1933 | AFC Newport County | 6:2      | Dulwich Hamlet    |

### Zweite Hauptrunde
| Datum            |                      | Ergebnis |                    |
| ---------------- | -------------------- | -------- | ------------------ |
| 9. Dezember 1933 | Accrington Stanley   | 1:0      | Bristol Rovers     |
| 9. Dezember 1933 | AFC Bournemouth      | 2:4      | Tranmere Rovers    |
| 9. Dezember 1933 | Bristol City         | 2:1      | AFC Barrow         |
| 9. Dezember 1933 | Carlisle United      | 1:2      | Cheltenham Town    |
| 9. Dezember 1933 | Charlton Athletic    | 1:0      | FC Gillingham      |
| 9. Dezember 1933 | Halifax Town         | 1:1      | Hartlepools United |
| 9. Dezember 1933 | Gainsborough Trinity | 0:2      | FC Aldershot       |
| 9. Dezember 1933 | AFC Gateshead        | 1:0      | FC North Shields   |
| 9. Dezember 1933 | Northampton Town     | 3:0      | Torquay United     |
| 9. Dezember 1933 | Queens Park Rangers  | 1:1      | AFC New Brighton   |
| 9. Dezember 1933 | Rotherham United     | 2:1      | Coventry City      |
| 9. Dezember 1933 | Southend United      | 2:1      | FC Chester         |
| 9. Dezember 1933 | Stockport County     | 1:2      | Crystal Palace     |
| 9. Dezember 1933 | Sutton Town          | 1:2      | FC Reading         |
| 9. Dezember 1933 | Swindon Town         | 1:0      | FC Dartford        |
| 9. Dezember 1933 | FC Walsall           | 0:0      | Clapton Orient     |
| 9. Dezember 1933 | AFC Workington       | 3:1      | AFC Newport County |

#### Wiederholungsspiele
| Datum             |                    | Ergebnis |                     |
| ----------------- | ------------------ | -------- | ------------------- |
| 13. Dezember 1933 | Hartlepools United | 1:2      | Halifax Town        |
| 13. Dezember 1933 | AFC New Brighton   | 0:4      | Queens Park Rangers |
| 14. Dezember 1933 | Clapton Orient     | 2:0      | FC Walsall          |

### Dritte Hauptrunde
Folgende Klubs traten erst zur dritten Hauptrunde in den Wettbewerb ein:
- Erstligisten der Football League (22): FC Arsenal, Aston Villa, FC Birmingham, Blackburn Rovers, FC Chelsea, Derby County, FC Everton, Huddersfield Town, Leeds United, Leicester City, FC Liverpool, Manchester City, FC Middlesbrough, Newcastle United, FC Portsmouth, Sheffield United, Sheffield Wednesday, Stoke City, AFC Sunderland, Tottenham Hotspur, West Bromwich Albion & Wolverhampton Wanderers.
- Zweitligisten der Football League (22): FC Blackpool, Bolton Wanderers, Bradford City, Bradford Park Avenue, FC Brentford, FC Burnley, FC Bury, FC Fulham, Grimsby Town, Hull City, Lincoln City, Manchester United, FC Millwall, Nottingham Forest, Notts County, Oldham Athletic, Port Vale, Preston North End, Plymouth Argyle, FC Southampton, Swansea Town & West Ham United.
- Drittligisten der Football League (3): Brighton & Hove Albion, FC Chesterfield & Luton Town.

| Datum           |                         | Ergebnis |                      |
| --------------- | ----------------------- | -------- | -------------------- |
| 13. Januar 1934 | FC Birmingham           | 2:1      | Sheffield United     |
| 13. Januar 1934 | Bolton Wanderers        | 3:1      | Halifax Town         |
| 13. Januar 1934 | Brighton & Hove Albion  | 3:1      | Swindon Town         |
| 13. Januar 1934 | Bristol City            | 1:1      | Derby County         |
| 13. Januar 1934 | FC Burnley              | 0:0      | FC Bury              |
| 13. Januar 1934 | Charlton Athletic       | 2:0      | Port Vale            |
| 13. Januar 1934 | FC Chelsea              | 1:1      | West Bromwich Albion |
| 13. Januar 1934 | Cheltenham Town         | 1:3      | FC Blackpool         |
| 13. Januar 1934 | FC Chesterfield         | 2:2      | Aston Villa          |
| 13. Januar 1934 | Crystal Palace          | 1:0      | FC Aldershot         |
| 13. Januar 1934 | Grimsby Town            | 1:0      | Clapton Orient       |
| 13. Januar 1934 | Hull City               | 1:0      | FC Brentford         |
| 13. Januar 1934 | Leeds United            | 0:1      | Preston North End    |
| 13. Januar 1934 | Leicester City          | 3:0      | Lincoln City         |
| 13. Januar 1934 | FC Liverpool            | 1:1      | FC Fulham            |
| 13. Januar 1934 | Luton Town              | 0:1      | FC Arsenal           |
| 13. Januar 1934 | Manchester City         | 3:1      | Blackburn Rovers     |
| 13. Januar 1934 | Manchester United       | 1:1      | FC Portsmouth        |
| 13. Januar 1934 | FC Millwall             | 3:0      | Accrington Stanley   |
| 13. Januar 1934 | Nottingham Forest       | 4:0      | Queens Park Rangers  |
| 13. Januar 1934 | Plymouth Argyle         | 1:1      | Huddersfield Town    |
| 13. Januar 1934 | FC Reading              | 1:2      | Oldham Athletic      |
| 13. Januar 1934 | Rotherham United        | 0:3      | Sheffield Wednesday  |
| 13. Januar 1934 | FC Southampton          | 1:1      | Northampton Town     |
| 13. Januar 1934 | Stoke City              | 3:0      | Bradford Park Avenue |
| 13. Januar 1934 | AFC Sunderland          | 1:1      | FC Middlesbrough     |
| 13. Januar 1934 | Swansea Town            | 1:0      | Notts County         |
| 13. Januar 1934 | Tottenham Hotspur       | 3:0      | FC Everton           |
| 13. Januar 1934 | Tranmere Rovers         | 3:0      | Southend United      |
| 13. Januar 1934 | West Ham United         | 3:2      | Bradford City        |
| 13. Januar 1934 | Wolverhampton Wanderers | 1:0      | Newcastle United     |
| 13. Januar 1934 | AFC Workington          | 4:1      | AFC Gateshead        |

#### Wiederholungsspiele
| Datum           |                      | Ergebnis |                   |
| --------------- | -------------------- | -------- | ----------------- |
| 17. Januar 1934 | Aston Villa          | 2:0      | FC Chesterfield   |
| 17. Januar 1934 | FC Bury              | 3:2      | FC Burnley        |
| 17. Januar 1934 | Derby County         | 1:0      | Bristol City      |
| 17. Januar 1934 | FC Fulham            | 2:3      | FC Liverpool      |
| 17. Januar 1934 | Huddersfield Town    | 6:2      | Plymouth Argyle   |
| 17. Januar 1934 | FC Middlesbrough     | 1:2      | AFC Sunderland    |
| 17. Januar 1934 | FC Portsmouth        | 4:1      | Manchester United |
| 17. Januar 1934 | West Bromwich Albion | 0:1      | FC Chelsea        |
| 18. Januar 1934 | Northampton Town     | 1:0      | FC Southampton    |

### Vierte Hauptrunde
| Datum           |                        | Ergebnis |                         |
| --------------- | ---------------------- | -------- | ----------------------- |
| 27. Januar 1934 | FC Arsenal             | 7:0      | Crystal Palace          |
| 27. Januar 1934 | Aston Villa            | 7:2      | AFC Sunderland          |
| 27. Januar 1934 | FC Birmingham          | 1:0      | Charlton Athletic       |
| 27. Januar 1934 | Brighton & Hove Albion | 1:1      | Bolton Wanderers        |
| 27. Januar 1934 | FC Bury                | 1:1      | Swansea Town            |
| 27. Januar 1934 | FC Chelsea             | 1:1      | Nottingham Forest       |
| 27. Januar 1934 | Derby County           | 3:0      | Wolverhampton Wanderers |
| 27. Januar 1934 | Huddersfield Town      | 0:2      | Northampton Town        |
| 27. Januar 1934 | Hull City              | 2:2      | Manchester City         |
| 27. Januar 1934 | FC Liverpool           | 3:1      | Tranmere Rovers         |
| 27. Januar 1934 | FC Millwall            | 3:6      | Leicester City          |
| 27. Januar 1934 | Oldham Athletic        | 1:1      | Sheffield Wednesday     |
| 27. Januar 1934 | FC Portsmouth          | 2:0      | Grimsby Town            |
| 27. Januar 1934 | Stoke City             | 3:0      | FC Blackpool            |
| 27. Januar 1934 | Tottenham Hotspur      | 4:1      | West Ham United         |
| 27. Januar 1934 | AFC Workington         | 1:2      | Preston North End       |

#### Wiederholungsspiele
| Datum           |                     | Ergebnis |                        |
| --------------- | ------------------- | -------- | ---------------------- |
| 31. Januar 1934 | Bolton Wanderers    | 6:1      | Brighton & Hove Albion |
| 31. Januar 1934 | Manchester City     | 4:1      | Hull City              |
| 31. Januar 1934 | Nottingham Forest   | 0:3      | FC Chelsea             |
| 31. Januar 1934 | Sheffield Wednesday | 6:1      | Oldham Athletic        |
| 1. Februar 1934 | Swansea Town        | 3:0      | FC Bury                |

### Fünfte Hauptrunde
| Datum            |                     | Ergebnis |                  |
| ---------------- | ------------------- | -------- | ---------------- |
| 17. Februar 1934 | FC Arsenal          | 1:0      | Derby County     |
| 17. Februar 1934 | FC Birmingham       | 1:2      | Leicester City   |
| 17. Februar 1934 | FC Liverpool        | 0:3      | Bolton Wanderers |
| 17. Februar 1934 | Preston North End   | 4:0      | Northampton Town |
| 17. Februar 1934 | Sheffield Wednesday | 2:2      | Manchester City  |
| 17. Februar 1934 | Stoke City          | 3:1      | FC Chelsea       |
| 17. Februar 1934 | Swansea Town        | 0:1      | FC Portsmouth    |
| 17. Februar 1934 | Tottenham Hotspur   | 0:1      | Aston Villa      |

#### Wiederholungsspiel
| Datum            |                 | Ergebnis |                     |
| ---------------- | --------------- | -------- | ------------------- |
| 21. Februar 1934 | Manchester City | 2:0      | Sheffield Wednesday |

### Sechste Hauptrunde
| Datum        |                   | Ergebnis |                |
| ------------ | ----------------- | -------- | -------------- |
| 3. März 1934 | FC Arsenal        | 1:2      | Aston Villa    |
| 3. März 1934 | Bolton Wanderers  | 0:3      | FC Portsmouth  |
| 3. März 1934 | Manchester City   | 1:0      | Stoke City     |
| 3. März 1934 | Preston North End | 0:1      | Leicester City |

### Halbfinale
Die beiden Spiele wurden am 17. März 1934 ausgetragen.
|                 | Ergebnis |                | Ort          |
| --------------- | -------- | -------------- | ------------ |
| Manchester City | 6:1      | Aston Villa    | Huddersfield |
| FC Portsmouth   | 4:1      | Leicester City | Birmingham   |

### Finale
| Manchester City                             | Manchester City | FC Portsmouth | FC Portsmouth |
| ------------------------------------------- | --- | --- | ------------- |
| Manchester City                             | \| Finale \| \| Samstag, 28. April 1934 in London (Wembley) \| \| Ergebnis: 2:1 (0:1) \| \| Zuschauer: 93.258 \| \| Schiedsrichter: Stanley Rous \| \| Spielbericht \|   | \| Finale \| \| Samstag, 28. April 1934 in London (Wembley) \| \| Ergebnis: 2:1 (0:1) \| \| Zuschauer: 93.258 \| \| Schiedsrichter: Stanley Rous \| \| Spielbericht \|                   | FC Portsmouth |
| Manchester City                             | Frank Swift – Laurie Barnett, Bill Dale – Matt Busby, Sam Cowan, Jackie Bray – Ernie Toseland, Bobby Marshall, Alec Herd, Eric Brook, Fred Tilson Cheftrainer: Wilf Wild | Jock Gilfillan – Alec Mackie, Billy Smith – Jimmy Nichol, Jimmy Allen, David Thackeray – Fred Worrall, Jack Smith, Jack Weddle, Jimmy Easson, Septimus Rutherford Cheftrainer: Jack Tinn | FC Portsmouth |
| Manchester City                             | 1:1 Fred Tilson (74.) 2:1 Fred Tilson (78.) | 0:1 Septimus Rutherford (21.) | FC Portsmouth |
| Finale                                      | | |               |
| Samstag, 28. April 1934 in London (Wembley) | | |               |
| Ergebnis: 2:1 (0:1)                         | | |               |
| Zuschauer: 93.258                           | | |               |
| Schiedsrichter: Stanley Rous                | | |               |
| Spielbericht                                | | |               |